# 1900 dans les parcs de loisirs
| Années des parcs de loisirs : 1897 - 1898 - 1899 - 1900 - 1901 - 1902 - 1903    |
| Décennies des parcs de loisirs : 1870 - 1880 - 1890 - 1900 - 1910 - 1920 - 1930 |

## Les attractions

### Autres attractions
- Plusieurs innovations étaient présentées sous forme d'attractions lors de l'Exposition universelle de 1900 :
  - Le Cinéorama
  - Le Globe céleste
  - La grande roue de Paris